# Обсуждение конституции в Канаде
Обсужде́ние конститу́ции в Кана́де — постоянное обсуждение различных политических вопросов, связанных с основным законом страны. Обсуждение началось ещё с принятия 7 октября 1763 Королевской декларации после подписания Парижского договора (1763), когда Франция уступила почти всю Новую Францию Великобритании, сохранив за собой Гваделупу.
С момента принятия Конституционного акта 1867, который объединил Провинцию Канада, Нью-Брансуик и Новую Шотландию в Доминион Канада, обсуждение в основном касалось следующих вопросов:
- Интерпретация Конституции
- Распределение полномочий между федеральным и провинциальными правительствами
- Тип федерализма в рамках федерации
- Процедуры внесения поправок к Конституции
- Включение в Конституцию индивидуальных гражданских прав

## Исторический обзор
Первоначальная политика Великобритании по отношению к её новоприобретённой колонии Квебек была изложена в Королевской декларации от 7 октября 1763 г. По декларации Канада переименовывалась в «Провинцию Квебек», её границы переопределялись и устанавливалось британское назначаемое колониальное управление. Новый губернатор колонии имел право и обязанность созывать всеобщие собрания представителей народа.

## Современное положение
Действующая Конституция Канады состоит из Акта о Британской Северной Америке (БСА) 1867 г. и последующих поправок.

### Распределение законодательной власти
Акт о БСА определил области юрисдикции провинций и федерального правительства. 29 полномочий принадлежат исключительно федерации, 16 полномочий — провинциям. Провинциальные полномочия перечислены в параграфах 92, 93 и 95 конституции.
Акт о БСА предоставил федеральному парламенту и все «остаточные» полномочия, не определённые в качестве провинциальных. Федеральное правительство также получило право вето на провинциальные законы. Члены Сената Канады, судьи Верховного суда Канады и высших судов всех провинций назначаются федеральными органами исполнительной власти.
Конституционный акт (1982) не изменил распределение полномочий между провинциальными и федеральным законодательными органами, за исключением провинциальных полномочий в сфере природных ресурсов и энергетики, которые были уточнены и немного расширены.

### Хартия прав и свобод
Хартия прав и свобод была помещена в Конституцию Канады в 1982 г. Хартия закрепляет основные свободы, демократические права, право на передвижение, юридические права, право на равенство, языковые права и право обучения на языке меньшинства.

### Процедура внесения поправок
Конституционная реформа 1982 ввела процедуру внесения поправок, не требующую одобрения Парламентом Соединённого королевства. Процедура внесения поправок описана в параграфах 37—49 конституции. Поправки могут приниматься Палатой общин, Сенатом и двумя третями провинциальных законодательных органов, представляющих не менее 50 % канадского населения (процедура 7+50). Для некоторых видов поправок применяются другие процедуры внесения.

## Обсуждаемые вопросы

### Интерпретация Акта о Британской Северной Америке

#### Создание государства
В Верхней Канаде (Онтарио) конфедеративный процесс преподносился как создание новой британской нации. Большей частью проект получил широкую поддержку в печати и среди политиков. Именно политики Верхней Канады во время Великой коалиции организовали этот процесс, который привёл к законодательному союзу колоний Британской Северной Америки.
Антиконфедеративное движение, однако, оставалось достаточно сильно в одной из Приморских провинций, первоначально объединённых по АБСА. Либеральные политики из Приморских провинций не поддерживали движение Великой коалиции как до, так и после 1867 г.
На первых выборах в Новой Шотландии 36 из 38 кресел в провинциальном законодательном органе и 18 из 19 кресел в новом федеральном законодательном органе отошли к антиконфедеративным кандидатам. Премьер-министр Уильям Аннанд и член федерального парламента Джозеф Хау ратовали за выход Новой Шотландии из нового Доминиона. Хау в результате согласился на должность в федеральном правительстве Макдональда, а Аннанд продолжал бороться с Конфедерацией до 1869 г.
Вскоре после этого, когда идея прекращения процесса конфедерации была отвергнута, это движение прекратило существование. Мнение, что конфедерация является процессом создания канадского государства, было и в настоящее время остаётся установкой федерального правительства.

#### Договор двух народов-основателей
В Нижней Канаде (Квебек) конфедеративный проект продвигался Синей партией (фр. Parti bleu) и отвергался Красной партией (фр. Parti rouge). Жорж-Этьен Картье поддерживал и продвигал этот проект как способ вернуть политическую независимость, которую Нижняя Канада потеряла при принудительном вступлении в Союз 1840 года. Католическое духовенство, вначале сопротивлявшееся конфедерации, в результате поддержало её, когда стало известно, что образование и «здоровье» будут относиться исключительно к провинциальной юрисдикции.
С 1867 и до 1960-х членами интеллектуальной элиты Французской Канады считалось самим собой разумеющимся, что АБСА был юридическим документом, гарантирующим равенство двух народов-основателей. Националистические политики из Квебека (как либеральные, так и консервативные) избирались с программами, где утверждалось, как они собирались защищать конституционные гарантии, предоставленные Великобританией франкоканадцам, чтобы сохранить свой народ. Федеральные политики, такие как Анри Бурасса, выступали за более независимую Канаду в составе Британской империи, а провинциальные политики, в том числе Оноре Мерсье, защищали независимость провинции Квебек в составе Канадского доминиона.

#### Просто очередной британский акт
Красная партия (фр. Parti rouge) из Нижней Канады противостояла процессу конфедерации, как и её партия-предшественница — Патриотическая партия — противостояла процессу объединения. Некоторые красные (фр. rouges) — например, Антуан-Эме Дорион — требовали, чтобы проект был выставлен на прямое народное голосование, так как были убеждены, что он будет отклонён. Процесс конфедерации считался ими незаконным, потому что, по их мнению, он был недемократическим.
Другие либералы предлагали широко децентрализованную конфедерацию, где союзное правительство обладало бы лишь определёнными ограниченными полномочиями. Партия проводила антиконфедеративную кампанию, и на первых квебекских провинциальных выборах антиконфедеративные кандидаты заняли 13 из 65 кресел, получив 45 % зарегистрированных голосов.
Много позже, в конце 1950-х, идеи Красной партии (фр. Parti rouge) были поддержаны первыми сторонниками независимости Квебека.

### Сущность канадского федерализма

#### Конфедерация / федерация
С момента основания федеративного государства роль этого нового уровня управления была предметом обсуждения. В 1867 г. некоторые политики видели федеральное правительство центральным национальным правительством Канады, а другие видели его конфедеративным образованием из провинций, ответственным за вопросы, которые те решали сообща.

#### Симметричный и асимметричный федерализм
Симметричный федерализм — политическое устройство, при котором все федеративные государства имеют равный статус и автономию. Примеры — США и Канада.
Асимметричный федерализм — политическое устройство, при котором федеративные государства имеют различные уровни автономии. Примеры — Бельгия и Швейцария.

### Национализм

#### Бинационализм, билингвизм и бикультурализм
Бинациональная конфедерация, поддержанная в основном франкоканадцами, рассматривалась как способ сосуществования франко- и британоканадцев в одной стране с общими государственными институтами. С тех пор как франкоканадцы стали видеть себя отдельной нацией и стремиться сохранить свой народ, многие политические лидеры из Квебека выступали за официальное признание французского языка федеральным правительством и всеми провинциальными правительствами. Этот подход ассоциируется сегодня с периодом, предшествовавшим Тихой революции.

#### Многокультурное национальное государство
Этот подход, предложенный либералами с приходом к власти Пьера Э. Трюдо, был положительно воспринят значительным числом канадцев и закреплён в параграфе двадцать семь Канадской хартии прав и свобод. Однако практически всеми квебекскими провинциальными политиками он был объявлен совершенно неприемлемым, потому что так и не признавал национального характера квебекского общества и следствий из этого для квебекского государства как государства-члена канадской федерации.
Идея плюралистического общества в целом воспринималась в Квебеке положительно, так как эта провинция также открыта для иммигрантов. Однако в квебекских стратегиях говорится об общественном «межкультурализме», а не о мультикультурализме, который ассоциируется с образованием гетто. Канадская политика мультикультурализма часто воспринимается отрицательно, из-за того что представляет франкоговорящее большинство Квебека как одну из многочисленных этнических групп Канады, отрицая таким образом национальный характер Квебека и подрывая усилия квебекского государства по интеграции иммигрантов в общество франкоговорящего большинства.

#### Многонациональное государство
Многие политики и общественные деятели считают, что Канада продвинется ближе к признанию собственного разнообразия, де-юре провозгласив себя многонациональным государством. В отношении Квебека этот подход более соответствует описанию «нация в составе нации», данного бывшим премьер-министром Лестером Б. Пирсоном ещё до правления Трюдо.

#### Один народ, одна страна
Многие канадцы за пределами Квебека считают Канаду единой нацией с десятью равноправными провинциями. Поскольку они видят лишь одну нацию в стране, они отвергают любые асимметричные отношения с Квебеком и другими провинциями. Считая, что Канаде необходимо сильное федеральное правительство для защиты и развития национального единства, они принципиально сопротивляются децентрализации власти в провинциях.

#### Два народа, две страны
Многие квебекские националисты считают, что с отделением от Канады отпадёт всякая необходимость в постоянном обсуждении конституции. Этот вариант, после восстания Патриотов 1837—1838 гг. поддерживаемый лишь крайними сепаратистами, вскоре после Тихой революции в Квебеке был возрождён как вероятное решение проблемы. Некоторые политики рассматривают независимость как нормальное завершение квебекской борьбы за сохранение своей автономии в составе канадской федеральной структуры. Некоторые ссылаются на более широкое право каждого народа на самоопределение, применимое к обычному развитию 400-летней бывшей французской колонии, ставшей заложницей в колониальных войнах Великобритании и Франции.

## Пути развития

### Сохранять существующее положение
Официальная позиция федерального правительства Канады, преобладающего большинства канадцев за пределами Квебека и меньшинства населения (20 %) Квебека. Либеральная партия Канады — основная организация, выступающая за сохранение конституционного статус-кво.

### Конституционные реформы
Позиция многих федералистов из англоговорящей Канады и Квебека. Считается ими единственным способом избежать отделения Квебека. С подъёмом сепаратистского движения к этому варианту стабильно склоняется в среднем 40 % квебекских избирателей. Усилия по совершенствованию канадской конституции для признания своеобразия Квебека (или отдельного общества) и предоставления ему большей автономии привели к заключению Мичского соглашения, отклонённого ещё до вступления в силу, и Шарлоттаунского соглашения, отвергнутого большинством канадцев и даже квебекцев на референдуме в 1992 г. Этот вариант развития по-прежнему в разной степени поддерживается Либеральной партией Квебека и Демократическим действием.

### Независимость Квебека
Это позиция квебекских сепаратистов, считающих независимость лучшим или единственным способом обеспечить нормальное развитие квебекского общества с культурной, экономической и общественной точек зрения. С 1980-х эта идея по опросам стабильно поддерживается 40 % квебекских избирателей. В 1980 квебекское правительство провело референдумы по вопросу о независимости или объединении, на котором 60 % квебекских избирателей проголосовали отрицательно, и по вопросу о независимости с возможным сотрудничеством, который также не был поддержан 50,6 % голосов. Этот вариант в настоящее время поддерживается провинциальными Квебекской партией и Солидарным Квебеком. Федеральные партии, за исключением Квебекского блока, и практически всё население англоговорящих провинций не рассматривают отделение в качестве пути решения проблемы.